# 汨罗市第一中学
28°48′24″N 113°3′52″E / 28.80667°N 113.06444°E
汨罗市第一中学，简称汨罗一中，是一所位于中华人民共和国湖南省岳阳汨罗市的全日制普通高级中学，创建于1956年，曾获“两年三榜首,一届五清华”的业绩。2004年正式挂牌为“湖南省示范性普通高级中学”。2016年学校举办60周年校庆。

## 学校状况
- 现任校长冯丁伟，党委书记刘兴阳。
- 在校学生3000余人，在岗教职工225人，其中中学高级教师75人，中学一级教师88人，特级教师3人，省级骨干教师4人。
- 学校校园面积86400.4平方米，其中建筑面积61687.06平方米。校园建设实现教师住宿区、学生生活区、运动区、教学区的四区分离。
- 学校图书馆藏书8万册，期刊200种。学校实验室、仪器室、劳技室、科技室及其设备都达到了基本要求，教师办公实现电脑化。

## 校训
厚德明理，求索创新

## 校歌
歌名：《汨罗市第一中学校歌》

## 学校荣誉
汨罗一中先后获得了“全国小公民道德建设实验学校”、“陶行知实验学校”、“湖南省现代教育技术实验学校”、“湖南省体育传统项目优秀学校”、“湖南省青少年篮球培训基地”、“湖南省安全文明校园”、“湖南省园林单位”、“岳阳市依法治校示范学校”等称号。